# 앙투안 드콘
앙투안 드콘(프랑스어: Antoine de Caunes, 1953년 12월 1일 ~ )은 프랑스의 배우이다.
파리에서 태어났다.

## 작품 목록

### 영화 출연
- 아빠 둘 엄마 하나 (1996, Les Deux Papas et la Maman)
- 거짓말 한가운데 (1999) - 제르맹롤랑 데스모 역
- 스튜어트 리틀 (1999) - 프랑스어 더빙
- 엘도라도 (2000) - 프랑스어 더빙
- 스튜어트 리틀 2 (2002) - 프랑스어 더빙
- 블랑쉬 (2002, Blanche)
- 마비 (2003, Les Clefs de bagnole)
- 리메이크 (2006, Désaccord parfait)
- 미스터 빈의 홀리데이 (2007)
- 하루, 48시간 (2008) - 브루노 역
- Coluche : L'Histoire d'un mec (2008)
- Cendrillon au Far West (2012) - 목소리
- 카멜롯: 퍼스트 인스톨먼트 (2021, Kaamelott : Premier Volet)

### 텔레비전 출연
- Kaamelott (2006-08)

### 영화 연출
- Monsieur N. (2003)